# Fides Krause-Brewer

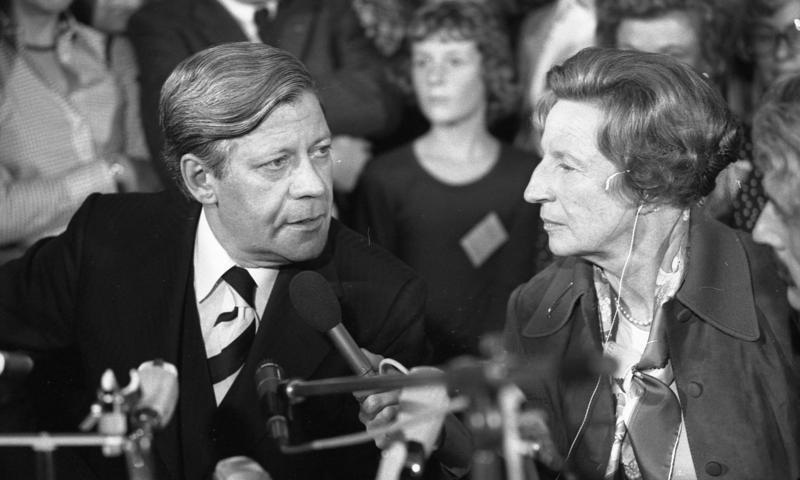
Krause-Brewer mit Helmut Schmidt, in der Wahlnacht der Bundestagswahl 1976

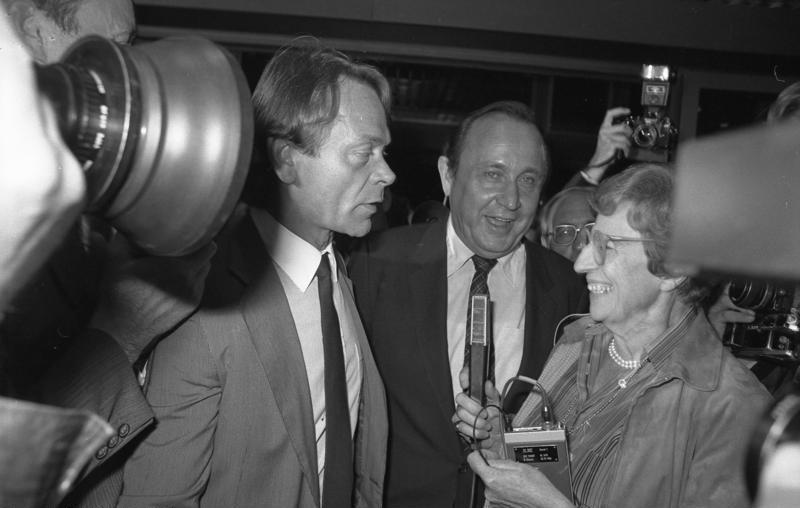
Fides Krause-Brewer beim Interview mit Hans-Dietrich Genscher in der Wahlnacht 1980

Fides Krause-Brewer (geborene Hofer; * 1. August 1919 in München; † 9. August 2018 in Bonn) war eine deutsche Fernsehjournalistin, die vor allem für Wirtschaftssendungen im ZDF verantwortlich zeichnete.

## Werdegang und Aktivitäten
Krause-Brewer wuchs in Berlin auf. Sie studierte Volkswirtschaft in München, Freiburg und Innsbruck. Als freie Hörfunkjournalistin berichtete sie ab 1950 für den Norddeutschen Rundfunk, für Radio Bremen, den Bayerischen und den Süddeutschen Rundfunk. Ihr Spezialgebiet waren sozial- und wirtschaftspolitische Themen.
Im Jahre 1962 wurde sie Bonner Korrespondentin des ZDF. Sie wirkte auch in Werner Höfers Internationalem Frühschoppen mit. Krause-Brewer war Gründungsmitglied von Care Deutschland, Mitglied und Vizepräsidentin der Staatsbürgerlichen Stiftung Bad Harzburg e. V., Gründungsvorsitzende der Bonner Opernfreunde und Gründungsmitglied der Bürger für Beethoven.
Krause-Brewer setzte sich für die berufliche Gleichberechtigung zwischen Männern und Frauen ein.
Fides Krause-Brewer starb am 9. August 2018, acht Tage nach ihrem 99. Geburtstag, in Bonn.

## Familie
Beide Eltern von Fides Krause-Brewer waren Journalisten. Der Großvater Bernhard Dernburg (1865–1937) war von 1906 bis 1910 Leiter des Reichskolonialamtes (ab 1907 im Range eines Staatssekretärs) und in der Weimarer Republik Vizekanzler und Finanzminister. Der liberale Publizist und Politiker Friedrich Dernburg (1833–1911) war ihr Urgroßvater. Ihr Ehemann Gerhard Krause-Brewer († 1978) war Ministerialrat. Der Ehe entstammt die ehemalige bremische Bürgerschaftsabgeordnete Sibylle Winther.

## Veröffentlichungen
- Bücher:
  - Das Rentenrisiko. Seewald, Stuttgart 1980, ISBN 3-512-00578-0
  - Vom Brahmsee bis Shanghai. Begegnungen mit Leuten von Format. Knaus, Hamburg 1987, 3. Auflage, ISBN 3-8135-0200-7
  - Älter werden, jung bleiben: Tips für Senioren und solche, die es werden wollen. Mit Sibylle Harders. Dt. Genossenschafts-Verlag, Wiesbaden 1993, 2. Auflage 1995
  - Der deutsche Außenhandel sucht neue Wege: Günstige Prognosen für den Welthandel. Inter Nationes, Bonn 1995 (Übersetzungen ins Englische, Französische und Spanische.)
  - Journalistin ist man immer: Meine Erinnerungen an das 20. Jahrhundert. Nicolai, Berlin 2011, ISBN 978-3-89479-665-5
- Herausgegebene Bücher:
  - Als Hitler kam …: 50 Jahre nach dem 30. Januar 1933; Erinnerungen von Arno Breker, Manfred von Ardenne u. a. Mit einem Vorw. von Fides Krause-Brewer. Herder, Freiburg 1982, ISBN 3-451-07978-X
  - Die Person hinter dem Produkt: 40 Portraits erfolgreicher Unternehmer. Hans D. Barbier und Fides Krause-Brewer (Hrsg.). Rentrop, Bonn 1988; 2., überarbeitete Auflage. ISBN 3-8125-0067-1
  - Die Person an der Spitze. 18 Präsidenten deutscher Wirtschaftsverbände. Rentrop, Bonn 1991, ISBN 3-8125-0150-3
  - Wider die manipulierte Angst! Bachem, Köln 1987, ISBN 3-7616-0904-3
- Beiträge:
  - Soziale Marktwirtschaft. In: Rainer Barzel (Hrsg.): Sternstunden des Parlaments. Decker und Müller, Heidelberg 1989, ISBN 3-8226-4089-1
  - Stephan Walter (Hrsg.): Angela Merkel: In unruhiger Zeit. Reden und Aufsätze aus drei Jahren deutscher Einheit. Mit einem Porträt von Fides Krause-Brewer. Parerga, Düsseldorf/Bonn 1994, ISBN 3-9803042-4-8

## Ehrungen
- 1979: Verdienstkreuz 1. Klasse der Bundesrepublik Deutschland[6]
- 1984: Großes Verdienstkreuz der Bundesrepublik Deutschland
- 1984: Karl-Bräuer-Preis des Bundes der Steuerzahler